# Autostrada A8
La Autostrada dei Laghi (A8 en la numeración de las autopistas italianas) vincula Milán con Varese, y tiene una ramificación en Lainate hacia Como y la frontera con Suiza. Esta ramificación tiene la denomianción oficial de Autostrada A9. Ambas autopistas son denominadas Autostrade dei Laghi.

## Historia
En la década de 1920 el ingeniero italiano Piero Puricelli fue un pionero mundial con el concepto de autopista (autostrada en italiano), es decir una vía reservada al tráfico veloz y con peaje para cubrir los costos de la construcción y mantenimiento. Una idea realmente futurista si pensamos en la cantidad de automóviles de la época.
En 1921 Piero Puricelli logró declarar de "utilidad pública" el proyecto y en consecuencia pudo comenzar la construcción del mismo. 
El 21 de septiembre de 1924 es inaugurado en Lainate el primer tramo (Milano - Varese) que finalmente se convertirá en la Autostrada dei Laghi (Autopista de los Lagos en italiano) y que fue la primera autopista con peaje italiana y la segunda del mundo, luego de la AVUS de Berlín.
Los trabajos del tramo Milán - Varese costaron 90 millones de liras. El día de la inauguración el corte de cintas fue hecho por el automóvil del rey Vittorio Emanuele III. El nuevo camino era de un solo carril por sentido, más que suficiente para el tráfico de la época. El 28 de junio de 1925 fue inaugurado el segundo tramo (Lainate - Como) con un largo de 24 km y construido a un costo de 57 millones de liras. También en 1925 fue inaugurado el tramo Gallarate-Sesto Calende, de 11 km.

## LaAutostradahoy
Hoy la autostrada comienza con el nombre de A8 en Milán, en cercanías de la misma ciudad de Milán cruza la Autostrada A4.
En Lainate la autostrada se divide en dos, hacia Varese con el nombre A8 y hacia Como con el nombre A9.
La A9 finaliza en la frontera con Suiza continuando como autopista en territorio helvético con el nombre de A2.
La autostrada dei laghi tiene actualmente una gran importancia ya que es el recorrido obligado de la mayoría de las mercancías que parten desde la zona de Milán hacia el norte de Europa.

### Recorrido
| A8 MILÁN - VARESE Autostrada dei Laghi |                                                            |      |      |           |                   |
| Tipología                              | Indicación                                                 | ↓km↓ | ↑km↑ | Provincia | Carretera europea |
|                                        | Milán Viale Certosa                                        | 0,0  | 42,6 | MI        |                   |
|                                        | Autostrada A4                                              | 0,1  | 42,5 | MI        |                   |
|                                        | Feria de Milán                                             | 2,5  | 40,1 | MI        |                   |
|                                        | Milán Norte - Terrazzano peaje 1,20€                       | 5,6  | 37,0 | MI        |                   |
|                                        | Autostrada A50                                             | 6,2  | 36,5 | MI        |                   |
|                                        | Arese                                                      | 6,3  | 36,3 | MI        |                   |
|                                        | Área de servicio "Villoresi"                               | 7,6  | 35,4 | MI        |                   |
|                                        | Lainate                                                    | 8,1  | 34,5 | MI        |                   |
|                                        | Autostrada A9                                              | 10,7 | 31,9 | MI        |                   |
|                                        | Origgio oeste                                              | 12,0 |      | VA        |                   |
|                                        | Legnano - Rescaldina salida Legnano sud                    | 16,3 | 26,3 | MI        |                   |
|                                        | Castellanza già Legnano norte                              | 18,0 | 24,6 | VA        |                   |
|                                        | Busto Arsizio Calle Estatal 336 del Aeropuerto de Malpensa | 24,5 | 18,1 | VA        |                   |
|                                        | Gallarate                                                  | 29,9 | 12,7 | VA        |                   |
|                                        | Dir. Gallarate-Gattico                                     | 30,9 | 11,7 | VA        |                   |
|                                        | Gallarate norte peaje 1,10€                                | 31,9 | 11,7 | VA        |                   |
|                                        | Cavaria con Premezzo                                       | 33,9 | 8,7  | VA        |                   |
|                                        | Solbiate Arno                                              | 35,7 | 6,9  | VA        |                   |
|                                        | Castronno                                                  | 40,1 | 2,5  | VA        |                   |
|                                        | Área de Servizio "Brughiera"                               | 40,7 | 1,9  | VA        |                   |
|                                        | Azzate - Buguggiate                                        | 42,5 | 0,1  | VA        |                   |
|                                        | Carretera Gazzada-Varese                                   | 42,6 | 0,0  | VA        |                   |

NOTA: La progresiva kilométrica inversa es sólo a título indicativo. La progresiva kilométrica oficial es única y es la que inicia en Milán.
| A9 MILÁN - COMO - CHIASSO Autostrada dei Laghi |                                           |      |      |           |                   |
| Tipologia                                      | Indicazione                               | ↓km↓ | ↑km↑ | Provincia | Carretera europea |
|                                                | Varese                                    | 10,7 | 31,6 | MI        |                   |
|                                                | Origgio este                              | 12,0 | 30,3 | VA        |                   |
|                                                | Saronno                                   | 15,7 | 26,6 | VA        |                   |
|                                                | Turate                                    | 19,0 | 23,3 | CO        |                   |
|                                                | Lomazzo                                   | 25,4 | 16,9 | CO        |                   |
|                                                | Área de Servizio "Lario"                  | 27,5 | 14,8 | CO        |                   |
|                                                | Fino Mornasco                             | 29,8 | 12,5 | CO        |                   |
|                                                | Como Grandate peaje 1,60€                 | 32,9 | 9,4  | CO        |                   |
|                                                | Como Sud                                  | 33,8 | 8,5  | CO        |                   |
|                                                | Como Monte Olimpino                       | 39,4 |      | CO        |                   |
|                                                | Como Norte                                | 41,1 | 1,0  | CO        |                   |
|                                                | Aduana de Brogeda Frontera Italia - Suiza | 42,3 | 0,0  | CO        |                   |
|                                                | Autopista A2 (Suiza) Lugano - Bellinzona  |      |      |           |                   |

### Ramal A8/A26 Gallarate-Gattico
El Ramal Gallarate-Gattico A8/A26 une la Autostrada A8 en la zona de Gallarate con la Autostrada A26 en cercanías de Gattico. El Ramal A8/A26 fue proyectado y construido para comunicar Domodossola y el tránsito proveniente del Paso del Sempion con Milán y la parte sudeste de la península italiana.   
| A8/A26 GALLARATE - GATTICO Autostrada dei Laghi                                                                                  |      |      |           |                   |
| Uscita | ↓km↓ | ↑km↑ | Provincia | Carretera Europea |
| Milano - Varese | 0,0  | 23,2 | VA        |                   |
| Peaje Gallarate Oeste | 3,1  | 20,1 | VA        |                   |
| Besnate | 4,0  | 19,2 | VA        |                   |
| Área Servizio "Verbano" | 6,1  | 17,1 | VA        |                   |
| Sesto Calende - Vergiate del Sempion: Lago Maggiore del Lago de Monate del Aeropuerto de Malpensa: Aeropuerto de Milano-Malpensa | 11,9 | 11,3 | VA        |                   |
| Castelletto Ticino Ticinese del Sempion: Lago Mayor                                                                              | 17,9 | 5,3  | NO        |                   |
| Autostrada A26 | 23,2 | 0,0  | NO        |                   |

## Curiosidades
- En 1925 el peaje del tramo Milán - Varese era de 7 liras para los motocicletas, 12 liras para vehículos hasta 17 CV, 17 liras para vehículos entre 17 y 26 CV, de 20 liras para vehículos de más de 26 CV, y de 40 a 60 liras para los autobuses (según el largo). Un descuento de 20% se aplicaba a los billetes de ida y vuelta.
- En 1926 atravesaron el peaje de la autopista 421.406 vehículos con un promedio diario de 1.115 unidades.